# ブライアン・ノーマン・ジュニア
ブライアン・ノーマン・ジュニア（Brian Norman Jr.、2000年11月23日 - ）は、アメリカ合衆国のプロボクサー。ジョージア州ディケーター出身。現WBO世界ウェルター級王者。

## 来歴
2022年12月、TGBプロモーションズを離脱し、ボブ・アラムのトップランクと契約。
2024年5月18日、カリフォルニア州サンディエゴのペチャンガ・アリーナにてエマヌエル・ナバレッテ対デニス・ベリンチクの前座で、ジョバンニ・サンティリヤンと試合3日前にテレンス・クロフォードのスーパーウェルター級転向に伴うWBO暫定・世界ウェルター級王座決定戦を行い、10回1分33秒KO勝ちを収め暫定王座を獲得した。この試合でノーマン・ジュニアは10万ドル（約1400万円）、サンティリヤンは15万ドル（約2200万円）のファイトマネーを稼いだ。
2024年8月12日、WBO世界ウェルター級王者のテレンス・クロフォードが王座を返上したため、WBOはノーマン・ジュニアを同日付で暫定王座から正規王座に昇格させた。
2024年8月30日、IBF世界ウェルター級王者のジャロン・エニスとIBF・WBO世界同級王座統一戦を行う交渉が進められていたが金銭面で合意できず交渉が決裂した。
2024年10月1日、デレク・クエバスと同年11月8日に初防衛戦を行う予定だったが、ノーマン・ジュニアが左拳を負傷したため試合が延期となったことが発表された。
2025年3月29日、ネバダ州ラスベガスのフォンテンブロー・ラスベガスにてミカエラ・メイヤー対サンディ・ライアンの前座で、WBO世界ウェルター級6位のデレク・クエバスと仕切り直しの初防衛戦を行い、3回2分59秒TKO勝ちを収め初防衛に成功した。
2025年6月19日、大田区総合体育館で日本のリングに初登場。WBO世界ウェルター級2位の佐々木尽と2度目の防衛戦を行い、初回に2度のダウンを奪い、5回46秒KO勝ちを収め2度目の防衛に成功した。

## 戦績
- プロボクシング：30戦 28勝 (22KO) 無敗 2無効試合

| 戦           | 日付           | 勝敗 | 時間     | 内容    | 対戦相手                           | 国籍           | 備考                                             |
| ------------ | -------------- | ---- | -------- | ------- | ---------------------------------- | -------------- | ------------------------------------------------ |
| 1            | 2018年1月20日  | ☆    | 1R 1:31  | TKO     | カイル・ルーカス                   | アメリカ合衆国 | プロデビュー戦                                   |
| 2            | 2018年2月23日  | ☆    | 1R 0:27  | KO      | ルイス・ロメロ                     | メキシコ       |                                                  |
| 3            | 2018年3月24日  | ☆    | 1R 1:29  | TKO     | ホセ・ルイス・レアル               | メキシコ       |                                                  |
| 4            | 2018年4月14日  | ☆    | 2R 終了  | TKO     | カルロス・バカセグア               | メキシコ       |                                                  |
| 5            | 2018年5月26日  | ☆    | 1R 0:25  | TKO     | オドリオン・リベラ                 | メキシコ       |                                                  |
| 6            | 2018年6月30日  | ☆    | 3R 1:57  | TKO     | アレハンドロ・アルマダ             | メキシコ       |                                                  |
| 7            | 2018年7月21日  | ☆    | 2R 2:28  | KO      | ルイス・エルナンデス               | メキシコ       |                                                  |
| 8            | 2018年8月11日  | ☆    | 4R       | 判定3-0 | ゼウス・バレンズエラ               | メキシコ       |                                                  |
| 9            | 2018年8月31日  | ☆    | 1R 0:55  | KO      | ダリオ・メディナ                   | メキシコ       |                                                  |
| 10           | 2018年10月27日 | ☆    | 1R 2:48  | TKO     | ミゲル・ロビンソン                 | メキシコ       |                                                  |
| 11           | 2018年12月7日  | ☆    | 1R 0:28  | KO      | ヘスス・ソト                       | メキシコ       |                                                  |
| 12           | 2019年1月26日  | ☆    | 1R 0:34  | TKO     | ジョージ・バブカ                   | メキシコ       |                                                  |
| 13           | 2019年4月27日  | －   | 1R 2:51  | NC      | カルロス・ラミレス                 | メキシコ       |                                                  |
| 14           | 2019年5月4日   | ☆    | 6R 0:25  | KO      | アンジェロ・スノー                 | アメリカ合衆国 |                                                  |
| 15           | 2019年6月29日  | ☆    | 1R 2:02  | TKO     | ジャスティノ・リベラ               | メキシコ       |                                                  |
| 16           | 2019年7月27日  | ☆    | 1R 0:38  | KO      | ケビン・ウォマック・ジュニア       | アメリカ合衆国 |                                                  |
| 17           | 2020年1月17日  | ☆    | 6R       | 判定3-0 | エヴィンシィ・ディクソン           | アメリカ合衆国 |                                                  |
| 18           | 2020年3月13日  | ☆    | 7R 0:57  | TKO     | フラビオ・ロドリゲス               | アメリカ合衆国 |                                                  |
| 19           | 2020年10月17日 | ☆    | 1R 1:26  | KO      | ファン・ロドリゲス・ジュニア       | アメリカ合衆国 |                                                  |
| 20           | 2021年3月10日  | ☆    | 5R 1:56  | TKO     | ベンジャミン・ウィテカー           | アメリカ合衆国 |                                                  |
| 21           | 2021年4月10日  | ☆    | 4R 1:47  | TKO     | オーガスティン・マウラス           | アメリカ合衆国 |                                                  |
| 22           | 2021年8月14日  | ☆    | 1R 1:31  | TKO     | デミアン・ダニエル・フェルナンデス | アルゼンチン   |                                                  |
| 23           | 2021年12月11日 | ☆    | 1R 2:12  | TKO     | ロケ・オーガスティン・ジュンコ     | アルゼンチン   |                                                  |
| 24           | 2023年1月14日  | ☆    | 8R       | 判定3-0 | ロドリゴ・ダミアン・コリア         | アルゼンチン   |                                                  |
| 25           | 2023年5月13日  | ☆    | 8R       | 判定3-0 | ヘスス・アントニオ・ペレス         | メキシコ       |                                                  |
| 26           | 2023年11月16日 | ☆    | 10R      | 判定3-0 | クイントン・ランドール             | アメリカ合衆国 | WBOインターナショナルウェルター級タイトルマッチ  |
| 27           | 2024年3月2日   | －   | 3R 終了  | NC      | ジャネルソン・フィゲロア           | アメリカ合衆国 |                                                  |
| 28           | 2024年5月18日  | ☆    | 10R 1:33 | KO      | ジョバニ・サンティラン             | アメリカ合衆国 | WBO世界ウェルター級暫定王座決定戦→正規王座に認定 |
| 29           | 2025年3月29日  | ☆    | 3R 2:59  | TKO     | デレク・クエバス                   | プエルトリコ   | WBO防衛1                                         |
| 30           | 2025年6月19日  | ☆    | 5R 0:46  | KO      | 佐々木尽（八王子中屋）             | 日本           | WBO防衛2                                         |
| 31           | 2025年11月22日 | -    | -        | -       | デヴィン・ヘイニー                 | アメリカ合衆国 | WBO世界ウェルター級タイトルマッチ 試合前         |
| テンプレート |                |      |          |         |                                    |                |                                                  |

## 獲得タイトル
- WBOインターナショナルウェルター級王座
- WBO世界ウェルター級暫定王座（防衛0=正規王座に認定）
- WBO世界ウェルター級王座（防衛2）